# طاسیلی ایرلاینز
طاسیلی ایرلاینز (به انگلیسی: Tassili Airlines) یک شرکت هواپیمایی با کد یاتا SF است که در تاریخ ۴ مارس ۱۹۹۸ میلادی تأسیس شده‌است.
دفتر مرکزی تاسیلی ایرلاینز در الجزیره، الجزایر واقع شده‌است و به ۲۱ مقصد، پرواز مستقیم انجام می‌دهد.

## مقصدهای پروازی
- الجزایر
  - Adrar - فرودگاه توئات-شیخ سیدی محمد بالکبیر
  - الجزیره - فرودگاه هواری بومدین (قطب)
  - عنابه - فرودگاه راباه بیتات
  - باتنه، الجزایر - فرودگاه بتنا
  - بشار، الجزایر - فرودگاه بوودگهن بن علی لطفی
  - قسطنطنیه، الجزایر - فرودگاه بین‌المللی محمد بوضیاف
  - Djanet - فرودگاه دیانت ایندبیرن
  - غردایه - فرودگاه نومرات-موفدی زاکاریا
  - حاسی مسعود - فرودگاه کریم بلقاسم
  - Illizi - فرودگاه ایلیزی
  - وهران، الجزایر - فرودگاه اس سینیا وهران
  - سطیف - فرودگاه این ارنات
  - تمنراست - فرودگاه اگونار – هج بی اخاموک
  - تلمسان - فرودگاه زناتا – مصالی الحاج
  - تندوف - Tindouf Airport[۱]
- فرانسه
  - فرودگاه لیون-سینت اگزوپری
  - فرودگاه مارسی پروانس
  - فرودگاه نانت آتلانتیک (begins 3 June 2016)[۲]
  - پاریس - فرودگاه شارل دوگل پاریس[۳]
  - فرودگاه استراسبورگ